# Musgrave Group
Die Musgrave Group plc. ist ein irischer Lebensmittelhändler mit Sitz in Cork. Musgrave betreibt Großhandel und Supermärkte in Irland (Insel) und in Ost-Spanien.
2022 betrug der Umsatz 4,7 Milliarden Euro, davon 3,9 Milliarden Euro in der Republik Irland.
Musgrave wurde 1876 von den Gebrüdern Musgrave gegründet.

## Marken

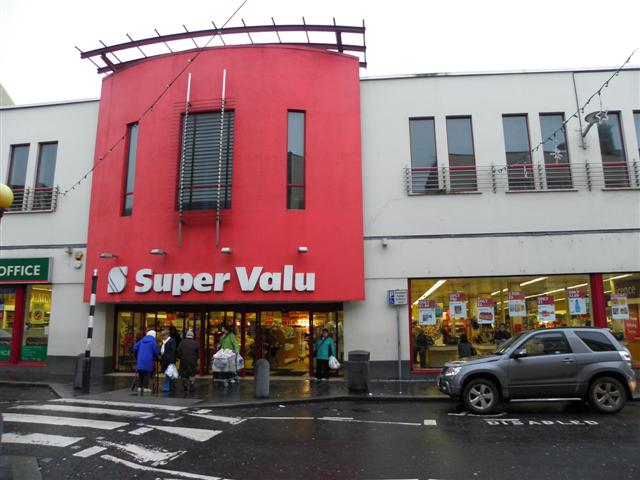
Supervalu in Strabane
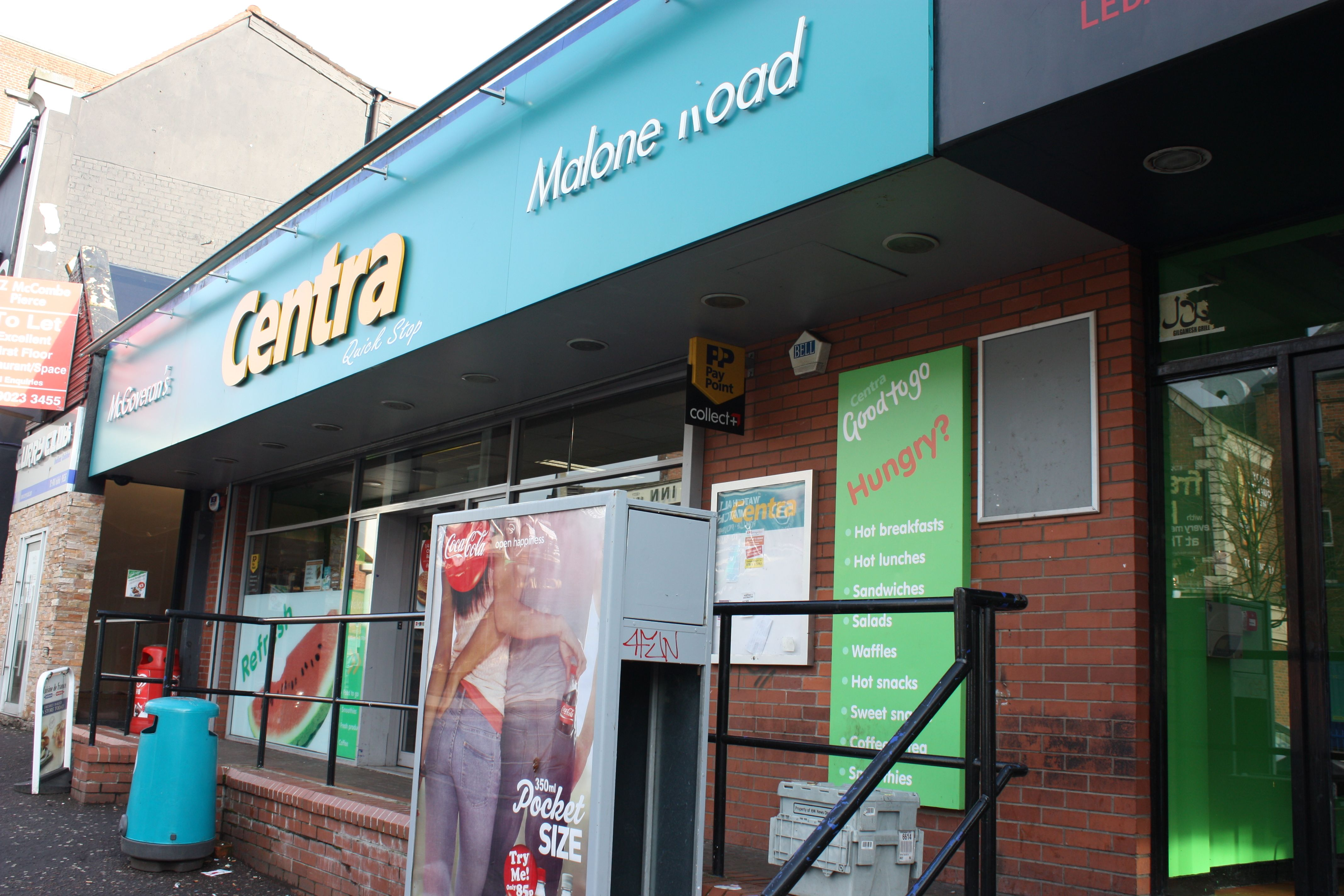
Centra in Belfast
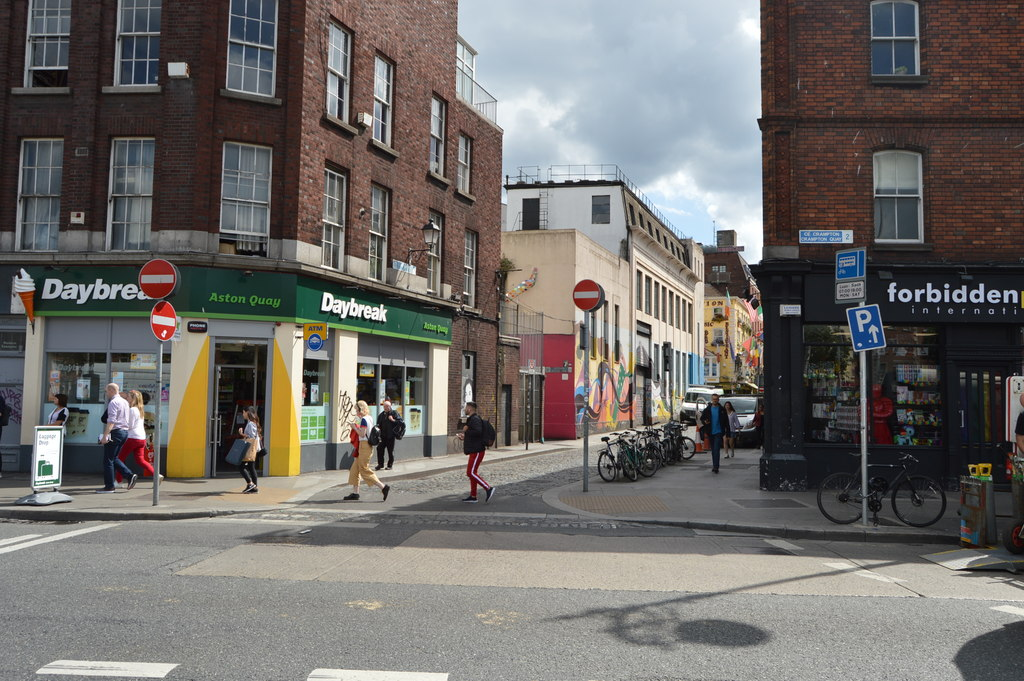
Daybreak in Aston Quay
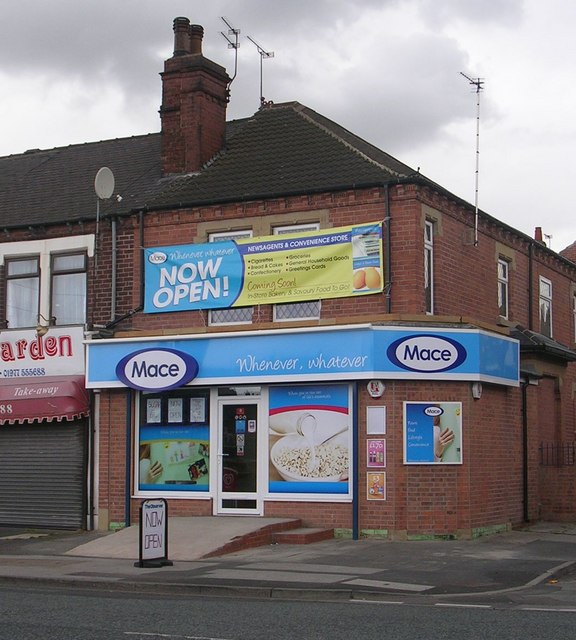
Mace

Die Geschäfte werden unter folgenden Marken betrieben:
- SuperValu (259 Standorte in Irland und Nordirland)
- Centra (591 Standorte in Irland und Nordirland)
- Mace (78 Standorte in Nordirland)
- Daybreak (300 Standorte in Irland)
- Dialprix (91 Standorte in Spanien)
- Donnybrook Fair (6 Standorte in Irland)
- Frank and Honest (Kaffeehauskette im Aufbau)